# القوات الجوفضائية الروسية
القوات الجوفضائية الروسية (بالروسية: Воздушно-космические силы Российской Федерации) هي إحدى أفرع قوات الدفاع المسلحة للجيش الروسي، وتعمل هذه القوات في المجال الجوي والفضائي والاستخباراتي لروسيا.
تشكلت في عام 2015 نتيجة اندماج القوات الجوية (اختصاراً: ВВС)، وقوات الدفاع الجوفضائية (اختصاراً: ВВКО).